# جب

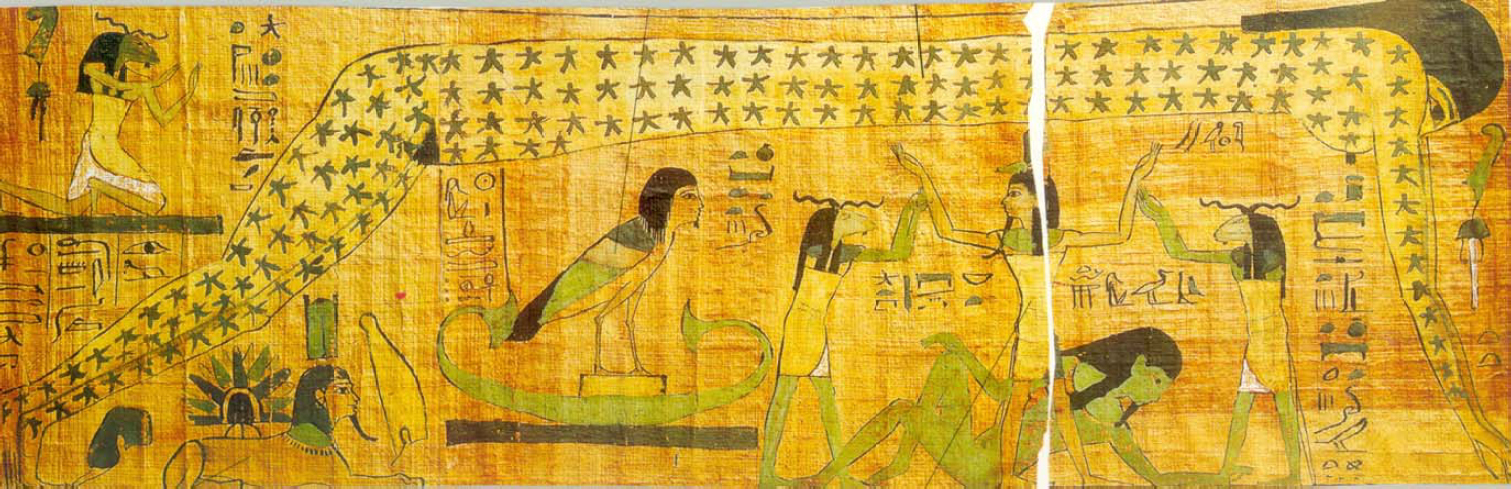
الإله "جب"، إله الأرض، كرجل مستلقيا على الأرض وتعلوه أخته نوت إلهة السماء وهي مرصعة بالنجوم. بقية المشهد تبين أبويهما شو إله الهواء رافعا ذراعيه وتفنوت آلهة الرطوبة مذكورة اسما فقط، والإله رع راكبا مركب الشمس.

جب بالمصرية القديمة (بالإنجليزية: Geb) هو أحد آلهة قدماء المصريين وينتمي إلى ما يسمى «تاسوع هليوبوليس». وطبقا للأسطورة الدينية المصرية القديمة فهو أخو إلهة السماء نوت وهما الاثنان يعدّان أبناء إله الهواء شو وزوجته تفنوت والتي كانت تعدّ إلهة الرطوبة والماء ولكن علماء الآثار يصفونها حاليا بأنها كانت إلهة «النار»، بصفتها أنها تحمل عين رع (الشمس).

## الاسم
الاسم = (يقرأ هنا من اليسار إلى اليمين)
| G39 | D58 |

تفسير الاسم: Geb 
 Gb
أو
| G39 | b | A40 |

## تمثليه

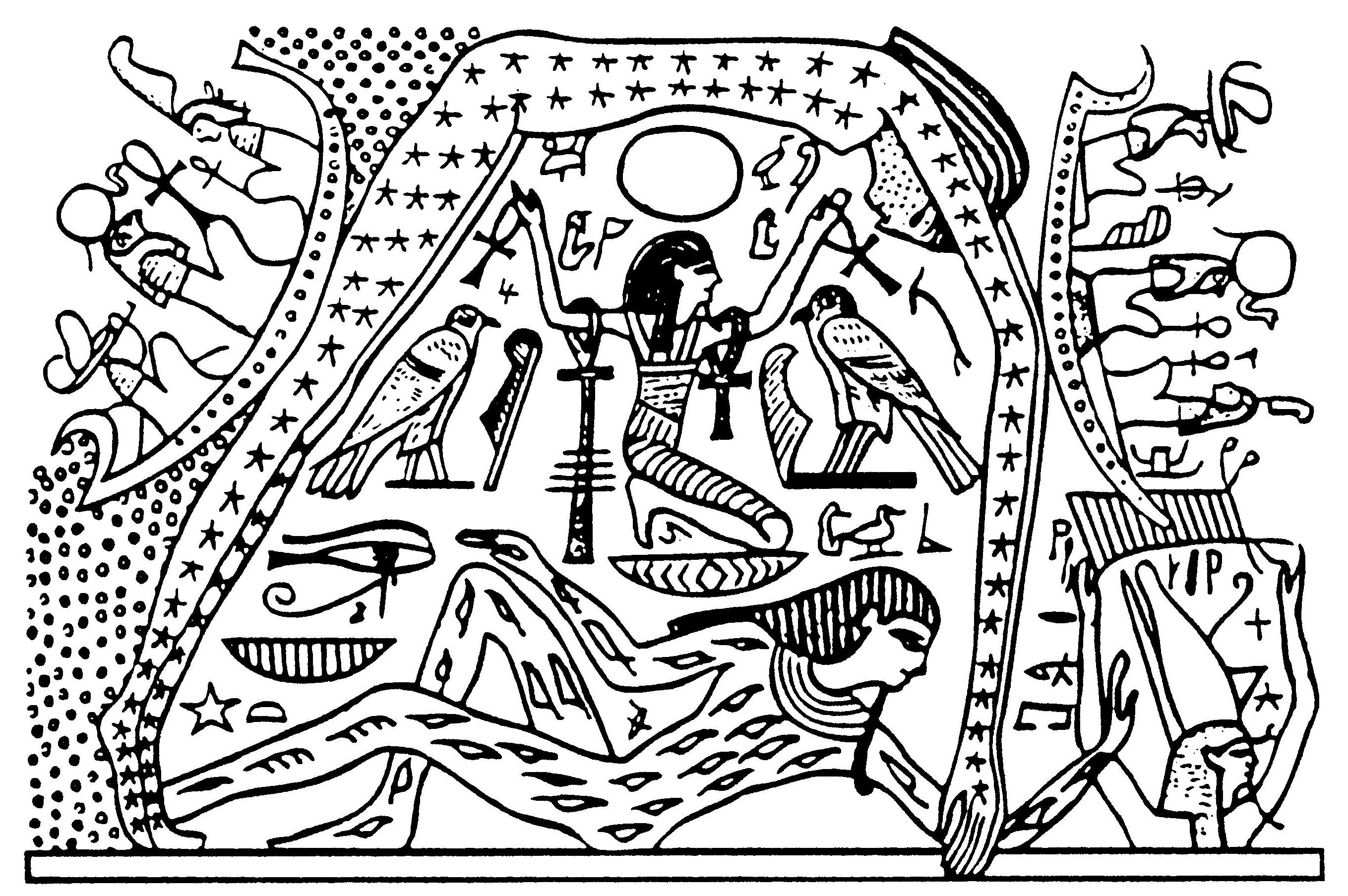
شو يفصل جب (الأرض) عن نوت (السماء). كما نرى عدة صور لحورس وعين حورس، ومركبين شمسيتين تحملان رع وماعت (على رأسها ريشة).

يمثل جب في صورة إنسان جالس وملون بالأخضر. وفي معظم الرسومات نجده مستلقيا على الأرض - باعتباره إلى الأرض - وتعلوه أخته وزوجته نوت إلهة السماء، أحيانا نجده مصورا في هيئة رجل واقف يحمل صولجانا (صولجان واص) وفي يده اليمنى يحمل عنخ، علامة الحياة. كما يصور أحيانا في شكل إنسان يحمل على رأسه أوزة، كما يكتب اسمه من مقطعين: أوزة ورجل، حيث تنطق الرجل كحرف «ب». وأما الأوزة التي اختارها المصري القديم لكتابة اسم «جب» فهي أوزة نيلية استأنسها قدماء المصريين في أوائل الزمان.

## في الديانة المصرية القديمة
طبقا للأسطورة الدينية المصرية القديمة تزوج جب من اخته نوت وأنجبا أوزوريس وإيزيس وست ونيفتيس. كما تعدّ تلك الأسطورة أن«جب» ونوت أنجبا أيضا الشمس، وبذلك يكونان من آباء مجموعة الآلهة التي كان يعتقد فيها المصري القديم.

## أهميته
يعدّ «جب» أهم الآلهة الرامزة للأرض - إلى جانب سوكار وأكر اللذن كانت تقام لهم الطقوس الدينية في بعض مناطق مصر الفرعونية. فهو يعطي الإنسان الأرض وثرواتها، وأحيانا يسبب زلزال الأرض كما كان في اعتقاد المصري القديم. على ظهره تنشأ وتترعرع النباتات والحبوب، وهو منبع الماء، وكل ما يخرج من الأرض، فهو بذلك يعدّ إلها للخصوبة. ويعدّ خلفا لجده أتوم وأبيه شو اللذان انسحبا بعد ذلك إلى مرعاهم السماوي. وبقي «جب» على الأرض راعيا لحق الملوكية.
ففرعون كان بمثابة «خليفة جب» واعتقد المصري القديم أن فرعون ما هو إلا تأكيدا «لعرش جب».

## مناطق عبادته
كان جب مقدسا في هليوبوليس باعتباره أبا للآلهة وعلى الأخص أوزوريس. كذلك عُبد جب في منف وفي كوم أمبو، كما ذكر على جدران في معبد آمون في مدينة «هيبيس».
لوحات يوجد له ز

## في ديانة الإغريق
يعادل الإله المصري القديم جب الإله كرونوس عند الإغريق.

## اقرأ أيضا
- أوزوريس
- حورس
- حتحور
- سث
- اسطورة إيزيس وأوزوريس
- إيزيس
- نوت
- قائمة آلهة قدماء المصريين